# Yeşildurak
Yeşildurak (kurd. Tapu) ist ein Dorf im Landkreis Diyadin der türkischen Provinz Ağrı mit 241 Einwohnern (Stand: Ende 2024). Yeşildurak liegt in Ostanatolien auf 1920 m über dem Meeresspiegel, ca. 10 km nördlich von Diyadin.
Der ursprüngliche Name von Yeşildurak (türkisch für grüner Halt) lautet Tapu. Die Umbenennung erfolgte nach 1945. Die Volkszählung von 1945 führt das Dorf noch in der Form Tapu auf. Der Name Tapu ist beim Katasteramt registriert.
1945 lebten im damaligen Tapu 48 Menschen. 1985 lebten in Yeşildurak 488 Menschen und 2009 hatte die Ortschaft 517 Einwohner.